# Mukojimaöarna

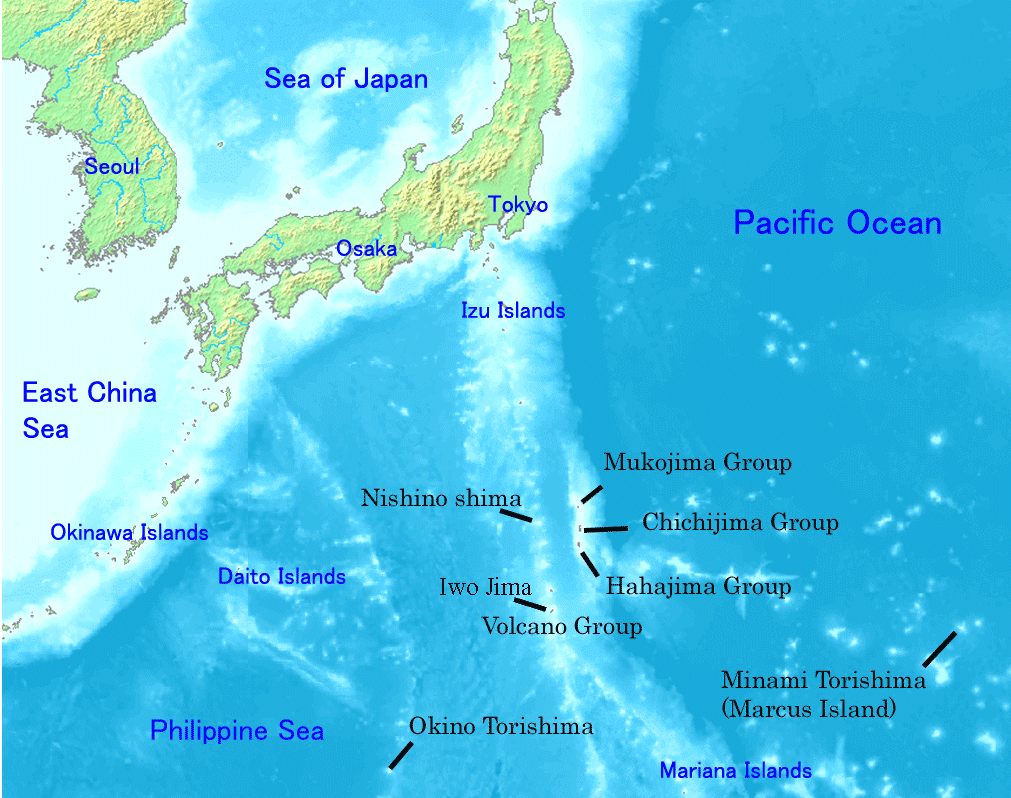
Lägeskarta

Mukojimaöarna (japanska Mukojima -rettō, tidigare Parryöarna) är en ögrupp bland Ogasawaraöarna i nordvästra Stilla havet som tillhör Japan.

## Geografi
Mukojimaöarna är den minsta och nordligaste ögruppen bland Ogasawaraöarna och ligger söder om Izuöarna cirka 1 200 kilometer sydöst om Honshu.
Öarna är av vulkaniskt ursprung och har en areal om ca 6,57 km² och består av fyra öar:
- Kita-no-jima (Norra Ön), ca 0,19 km²
- Muko-jima (Brudgumsön), huvudön, ca 3,07 km²
- Nakohdo-jima (Äktenskapsmedlarön), ca 1,58 km²
- Yome-jima (Brudön), ca 0,85 km²

Mukojimaöarna är obebodda och är del i subprefekturen Ogasawara-shichō och tillhör förvaltningsmässigt Tokyo prefekturen på huvudön Honshu.

## Historia
Det är osäkert när öarna upptäcktes, de första dokumenterade japanska kontakterna skedde kring 1670 och då var öarna obebodda.
Under andra världskriget utspelades ett av de största och betydande slagen (Slaget om Iwo Jima) våren 1945 kring Iwo To. Öarna ockuperades sedan av USA som förvaltade öarna fram till 1968 då de återlämnades till Japan.
2007 anmäldes Mukojimaöarna tillsammans med övriga Ogasawaraöarna som Unesco världsarv.